# (3461) Mandelshtam
(3461) Mandelshtam (1977 SA1) – planetoida z pasa głównego asteroid okrążająca Słońce w ciągu 3,67 lat w średniej odległości 2,38 j.a. Odkrył ją Nikołaj Czernych 18 września 1977 roku. Nazwana na cześć Osipa Mandelsztama.